# Frauenhagen (Angermünde)
Frauenhagen ist ein Ortsteil der Stadt Angermünde im Landkreis Uckermark im Nordosten des Landes Brandenburg. Der Ort wurde am 26. Oktober 2003 eingemeindet und war vorher eine eigenständige Gemeinde.

## Lage
Frauenhagen liegt sieben Kilometer nördlich der Stadt Angermünde in einer seenreichen Endmoränenlandschaft der südlichen Uckermark und grenzt im Westen an das Biosphärenreservat Schorfheide-Chorin. Die Gemarkung grenzt im Nordosten an den zur Stadt Schwedt/Oder gehörenden Ortsteil Schönermark, im Osten an die Gemeinde Pinnow, im Süden an Mürow, im Südwesten an Welsow, im Westen an Bruchhagen sowie im Nordwesten an Biesenbrow. Im Norden der Gemarkung von Frauenhagen befindet sich zudem eine zu Schönermark gehörende Exklave, die wiederum durch den Grenzverlauf von Biesenbrow vom Rest Schönermarks abgetrennt ist. Zu Frauenhagen gehören die Wohnplätze Ausbau Pinnower Weg, Breitenteicher Mühle, Klein Frauenhagen, Wilhelmshof und Ziethenmühle. Durch den Ort fließt die Welse.
Frauenhagen liegt an der Landesstraße 28 zwischen Angermünde und Passow. Der Wohnplatz Ausbau Pinnower Weg liegt an der Kreisstraße 7304. In der Nähe der Siedlungen Wilhelmshof und Ziethenmühle verläuft die Bahnstrecke Berlin–Stettin, der nächstgelegene Haltepunkt ist in Angermünde.

## Geschichte
Das Straßendorf Frauenhagen wurde während des 12. Jahrhunderts durch deutsche Kolonisten an einer Handelsstraße zwischen Mürow und Schönermark gegründet. Gleichzeitig wurde mit dem Bau der Dorfkirche begonnen. Erstmals urkundlich erwähnt wurde Vruenhagen im Jahr 1354, der Ortsname lässt sich als eine mittelalterliche Bezeichnung für eine „Edelfrau“ deuten. Um das Jahr 1600 herum lebten in Frauenhagen ein Müller, ein Schmied und ein Pachtschäfer. In der Nähe von Frauenhagen befand sich die 1375 im Landbuch der Mark Brandenburg erwähnte Siedlung Kuhweide, diese wurde während des Dreißigjährigen Krieges zerstört und wurde danach ein Vorwerk von Frauendorf.
Auch Frauenhagen selbst wurde im Dreißigjährigen Krieg zerstört. Bereits 1637 hatte der Ort nur noch acht Einwohner. Bis 1743 war Frauenhagen im Besitz derer von Greiffenberg, danach kam das Rittergut durch Erbschaft an Hans Christoph Friedrich Graf von Hacke aus der Familie Hacke. Spätestens ab 1845 gab es eine Schule in Frauenhagen, in der Schüler der Klassen eins bis acht unterrichtet wurden. Im Jahr 1891 wurde das Vorwerk Kuhweide abgerissen. 1913 wurde die Dorfkirche von Frauenhagen durch einen Blitzschlag zerstört, drei Jahre später wurde mit dem Wiederaufbau der Kirche begonnen. Anfang der 1920er-Jahre wurde die Dorfschule aufgrund wachsenden Bedarfs um einen Anbau erweitert. Nach dem Ende des Zweiten Weltkrieges wurden die Gutsbesitzer in Frauendorf enteignet und das Land auf die umliegenden Bauerngehöfte verteilt. Aufgrund der Ansiedlung zahlreicher Vertriebener aus den deutschen Ostgebieten hatte Frauenhagen Ende der 1940er-Jahre einen starken Bevölkerungszuwachs zu verzeichnen.
Bis 1952 lag Frauenhagen im Landkreis Angermünde im Land Brandenburg. Nach der DDR-Kreisreform gehörte die Gemeinde zum Kreis Angermünde im Bezirk Frankfurt (Oder). Im folgenden Jahr wurde die Landwirtschaftliche Produktionsgenossenschaft „Morgenröte“ gegründet, die jedoch nur ein Jahr später wieder aufgelöst wurde. Zwischen 1958 und 1960 schlossen sich die Frauenhagener Bauern wiederum zur LPG vom Typ I „Neues Heimatland“ zusammen. 1975 wurde die Grundschule in Frauenhagen geschlossen, im gleichen Jahr schlossen sich die LPGen von Frauenhagen, Biesenbrow, Grünow, Mürow und Schönermark zu einer Kooperativen Abteilung Pflanzenproduktion zusammen.
Von der Wende und friedliche Revolution in der DDR sowie der brandenburgischen Kreisreform von 1993 gehörte Frauenhagen, wo 1994 die Dorfstraßen saniert und die dörfliche Infrastruktur verbessert wurden, bis zur Eingemeindung nach Angermünde am 26. Oktober 2003 zum Landkreis Uckermark.

## Sehenswürdigkeiten

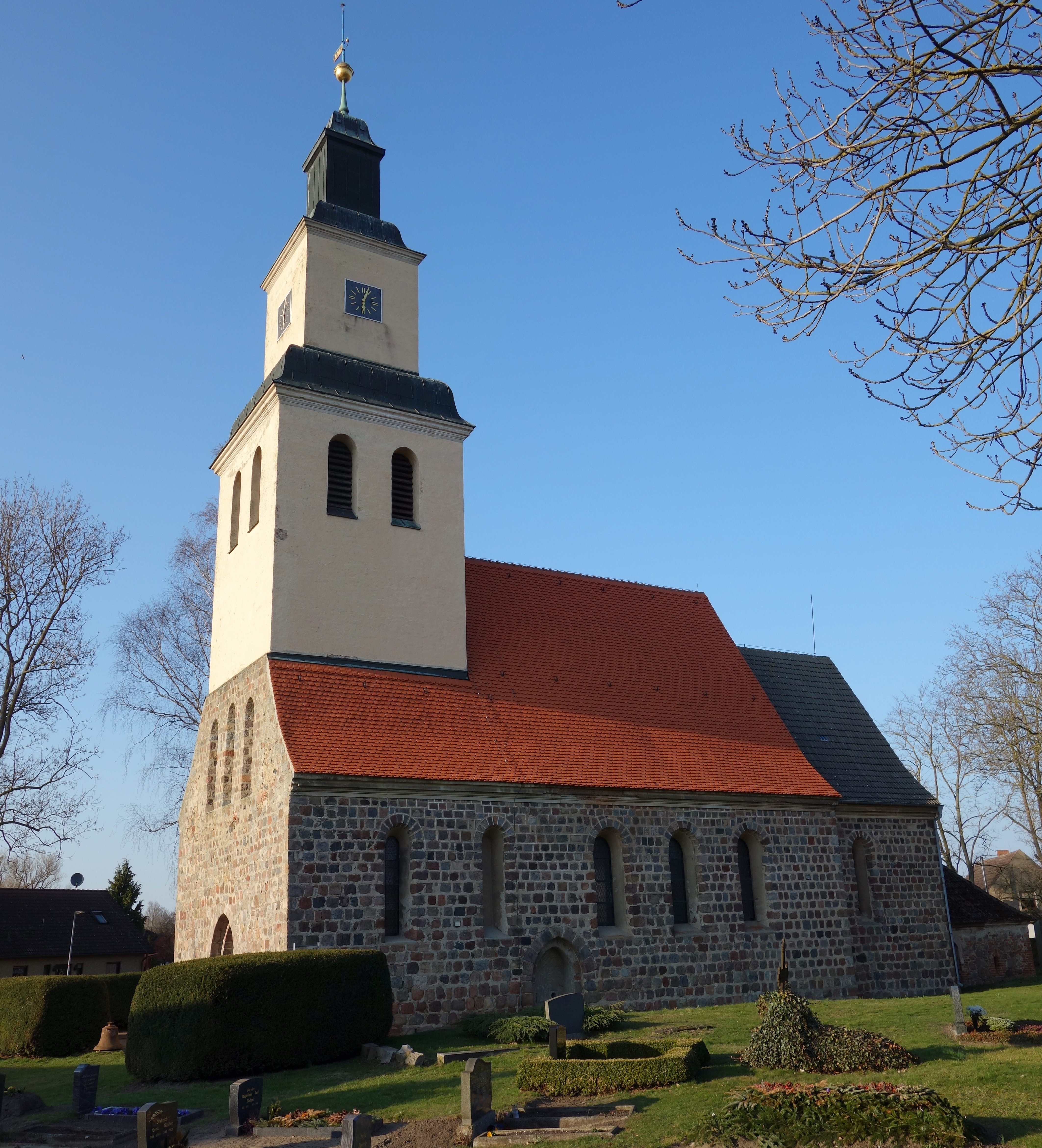
Dorfkirche Frauenhagen

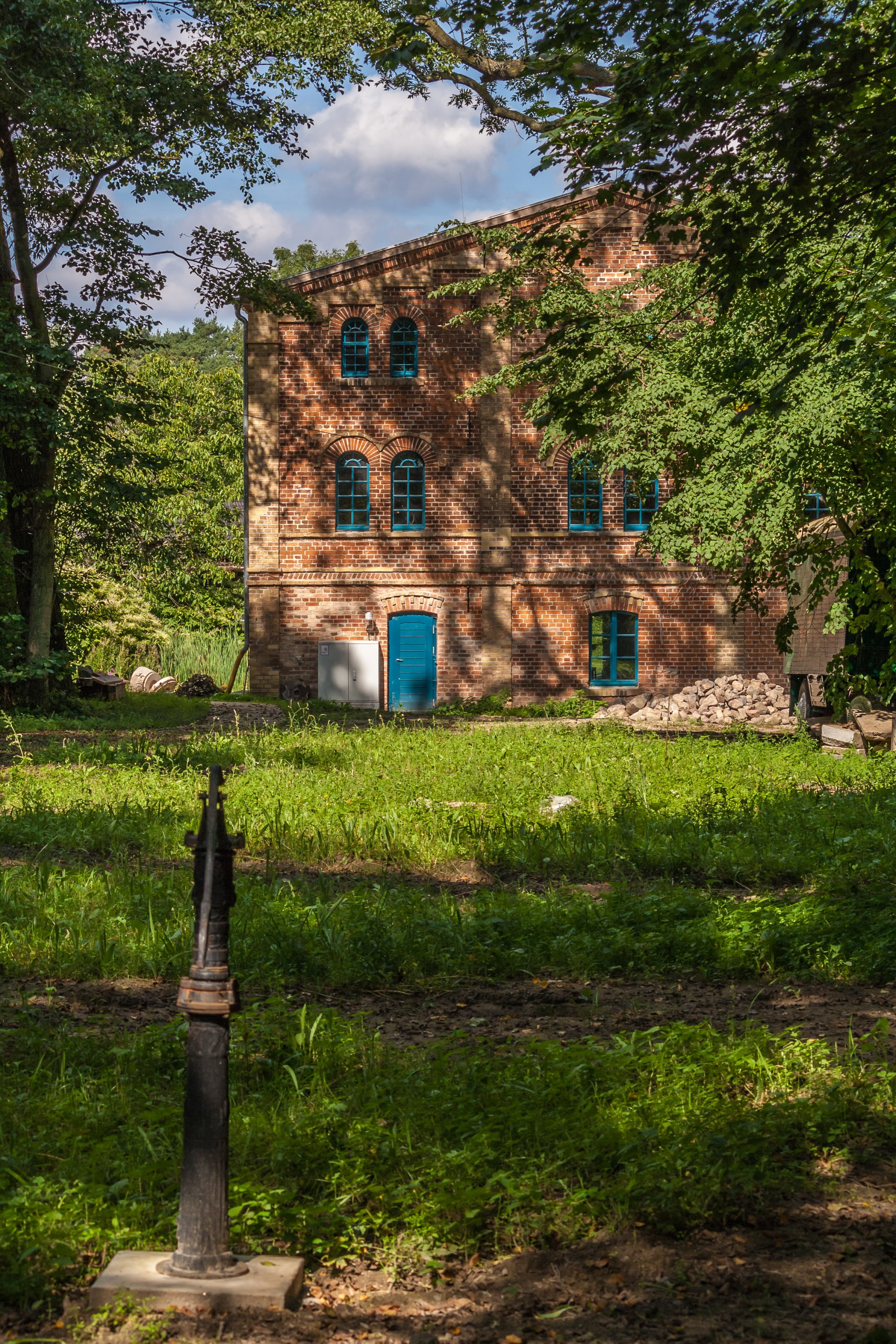
Breitenteicher Mühle

- Die evangelische Dorfkirche von Frauenhagen ist ein mittelalterlicher Feldsteinbau. Über den Bau der Kirche gibt es keine genaue Datierung, die Bauweise lässt auf eine Errichtung im Zuge der Ortsgründung um 1220 bis 1230 schließen. Während des Dreißigjährigen Krieges wurde die Kirche im Jahr 1638 zerstört, dabei wurde auch die gesamte ursprüngliche Ausstattung vernichtet. In der zweiten Hälfte des 17. Jahrhunderts wurde die Kirche wieder aufgebaut.[5] 1913 brannte die Dorfkirche Frauenhagen nach einem Blitzschlag nieder, dabei wurde unter anderem der Altar aus dem Jahr 1702 zerstört. Bis 1916 wurde die Kirche wieder aufgebaut. An ihrer West- und Ostseite verfügt die Kirche über eine Dreifenstergruppe.[6] An der Westseite befindet sich ein abgestuftes Spitzbogenportal aus Granitstein. Die Orgel der Kirche wurde 1915 von dem Orgelbauer Albert Kienscherf aus Eberswalde gebaut.

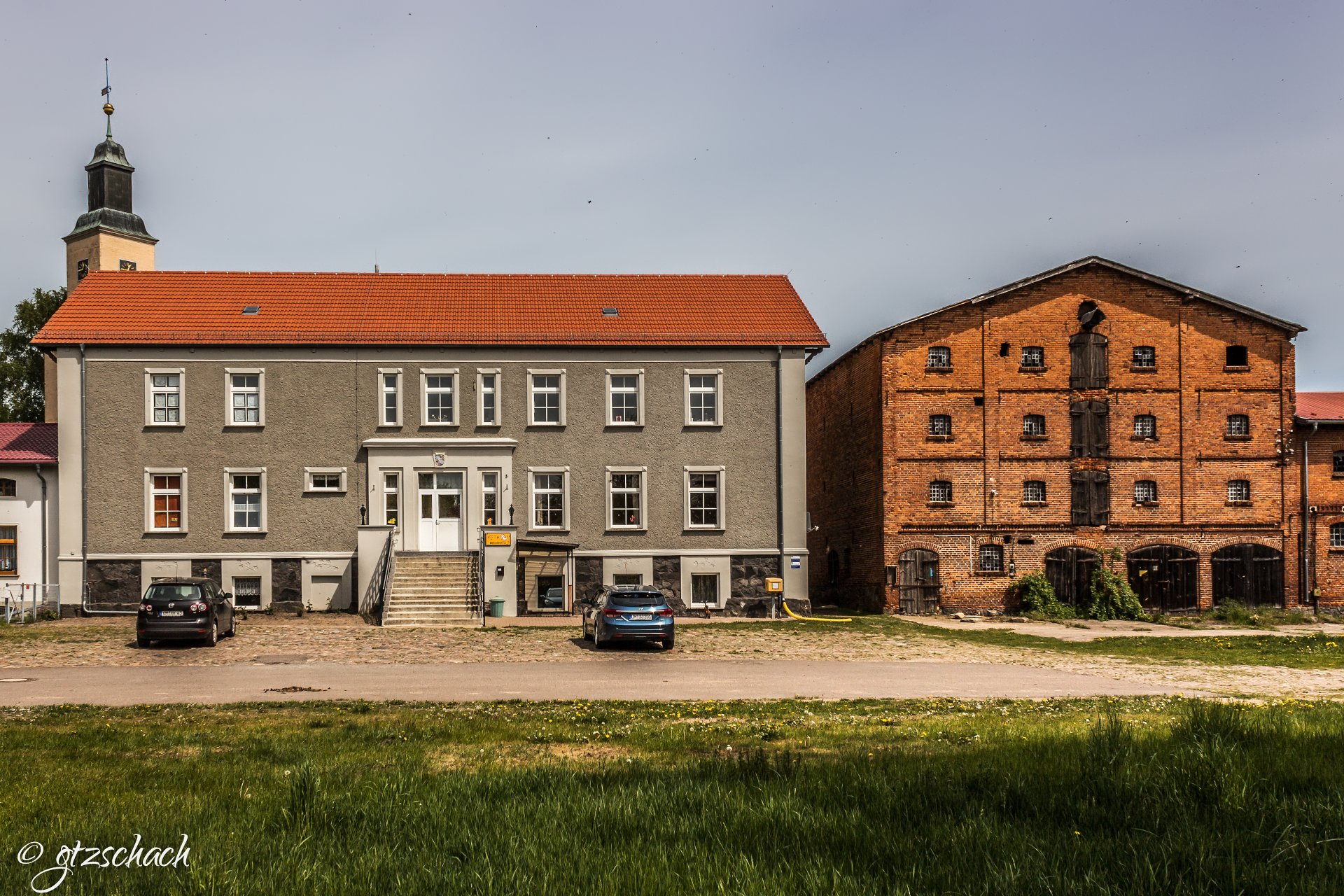
Herrenhaus und Speicher der Gutsanlage Frauenhagen

- Die Gutsanlage Frauenhagen, bestehend aus dem Herrenhaus Frauenhagen, einem Speicher mit vier Stallgebäuden und der ehemaligen Brennerei, wurde ab Mitte des 19. Jahrhunderts durch die Adelsfamilie von Redern zu Görlsdorf errichtet. Das älteste Gebäude des Gutshofes ist die Brennerei, die zwischen 1850 und 1860 errichtet wurde. Das Gebäude ist ein 2½-geschossiger Ziegelbau. Das Herrenhaus wurde ebenfalls um diese Zeit an der nördlichen Hofseite des Gutshauses als Putzbau mit Satteldach errichtet. Neben dem Herrenhaus befindet sich der Speicher aus dem Jahr 1886, dieser ist ein dreigeschossiger Ziegelbau, ebenfalls mit Satteldach. Zu dem Speicher gehören vier angebaute, ursprünglich mit Feldsteinen errichtete Stallgebäude aus der Bauzeit des Herrenhauses. Etwa um 1890 erfolgte ein Umbau des Herrenhauses, bevor es zu DDR-Zeiten wiederum umgestaltet wurde. Anfang des 20. Jahrhunderts wurden die Stallgebäude mit einem Ziegelbau aufgestockt. Die Brennerei wurde 1948 teilweise abgerissen.

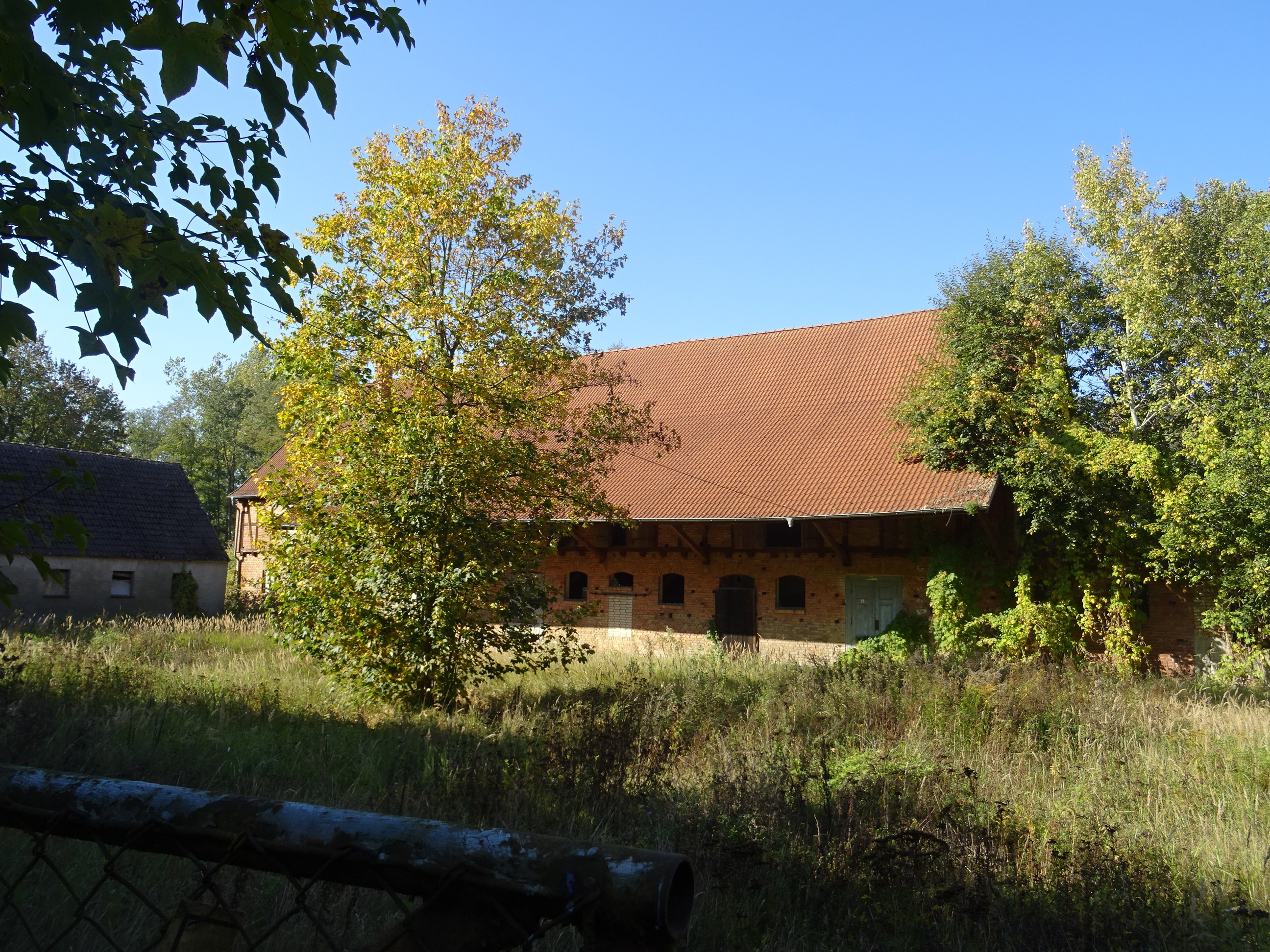
Ziethener Mühle

- Die Breitenteicher Mühle liegt an der Welse und gehörte im Mittelalter zur Herrschaft des Adelsgeschlechts Greiffenberg. Der größte Teil des heutigen Baudenkmals, bestehend aus Wohnhaus, einem Stall und zwei Mühlengebäuden, wurde gegen Ende des 19. Jahrhunderts errichtet. Die Ziethener Mühle wurde erstmals 1375 im Landbuch der Mark Brandenburg erwähnt. 1858 ließ der damalige Mühlenbesitzer Martin Unverdroß nahe der Ziethener Mühle ein Wohnhaus im Stil eines märkischen Herrenhauses errichten, das neben einer Parkanlage auch über einen Eiskeller, Wohnungen für Bedienstete und einige Wirtschaftsgebäude verfügte. 1953 wurde der Betrieb der Ziethener Mühle eingestellt.[5]

## Einwohnerentwicklung
| Jahr | Einwohner |
| ---- | --------- |
| 1875 | 493       |
| 1890 | 382       |
| 1925 | 528       |
| 1933 | 498       |
| 1939 | 490       |

| Jahr | Einwohner |
| ---- | --------- |
| 1946 | 704       |
| 1950 | 721       |
| 1964 | 471       |
| 1971 | 468       |
| 1981 | 397       |

| Jahr | Einwohner |
| ---- | --------- |
| 1989 | 361       |
| 1994 | 357       |
| 1998 | 438       |
| 2002 | 445       |
| 2012 | 452       |

| Jahr | Einwohner |
| ---- | --------- |
| 2020 | 411       |

Gebietsstand des jeweiligen Jahres

## Persönlichkeiten
- Emil Sieg (1866–1951), Indologe und Tocharologe, wurde in der Breitenteicher Mühle geboren